# Biserica de lemn din Almaș

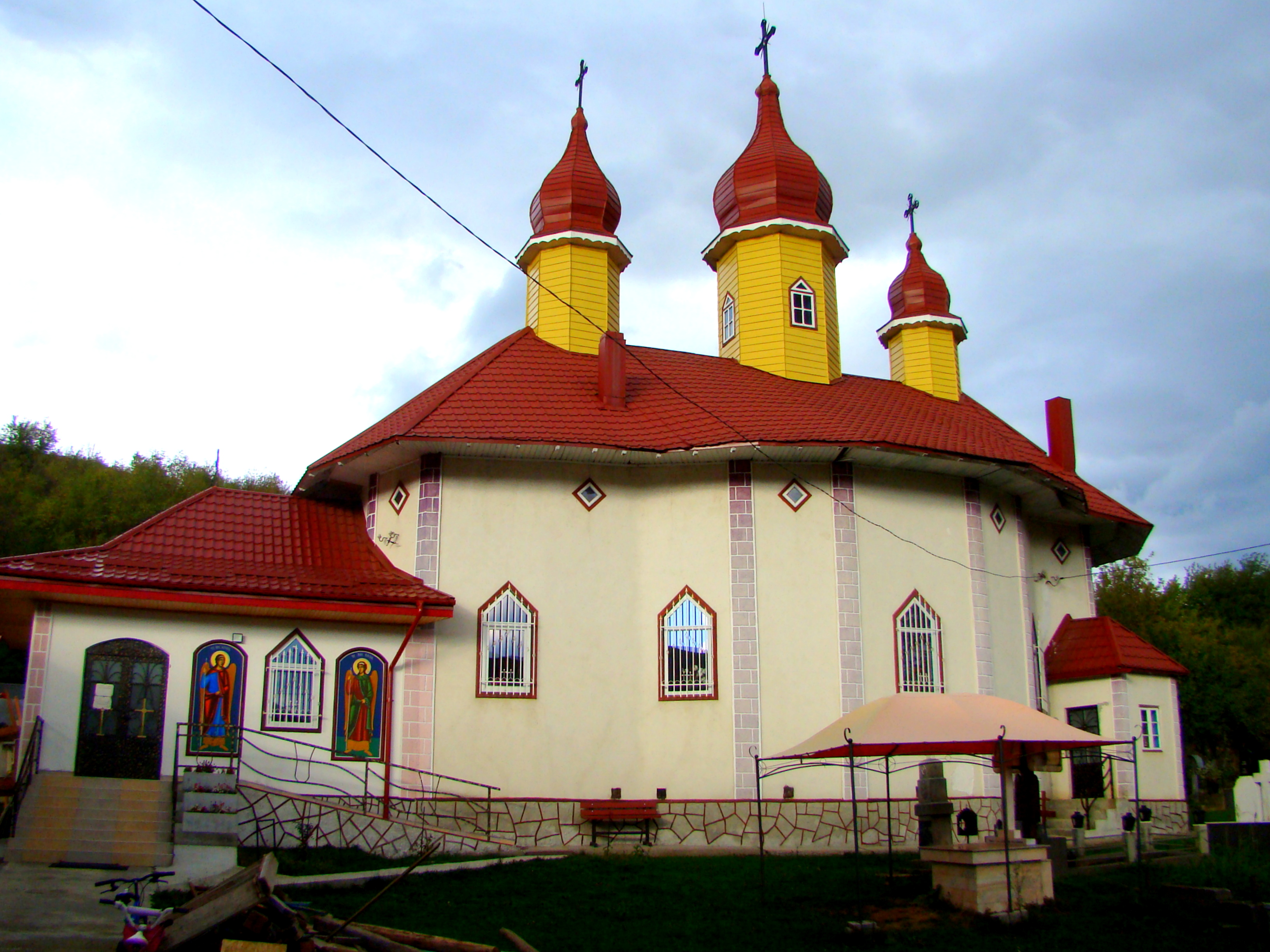
Biserica de lemn „Sfinții Arhangheli” din Almaș (octombrie 2020)

Biserica de lemn „Sfinții Arhangheli” este un lăcaș de cult aflat în satul Almaș, comuna Gârcina, județul Neamț. Este biserica parohială a satului Almaș, ce a înlocuit o biserică de lemn din 1760.

## Localitatea
Almaș este un sat în comuna Gârcina din județul Neamț, Moldova, România. Satul este menționat documentar începând din anul 1436.

## Istoric și trăsături
Biserica de lemn anterioară data din 1760, reparată în anul 1840. Biserică actuală a fost construită din lemn de stejar, în formă de cruce, cu trei turnuri, anul începerii  construcției fiind 1900 (după alte surse 1920). Între anii 1977 și 1982 s-au efectuat lucrări de reparație capitală și biserica a fost pictată. Clopotnița nouă a fost finalizată în noiembrie 2006, iar în data de 28 aprilie 2014 a început construcția unui complex social.

## Imagini din exterior

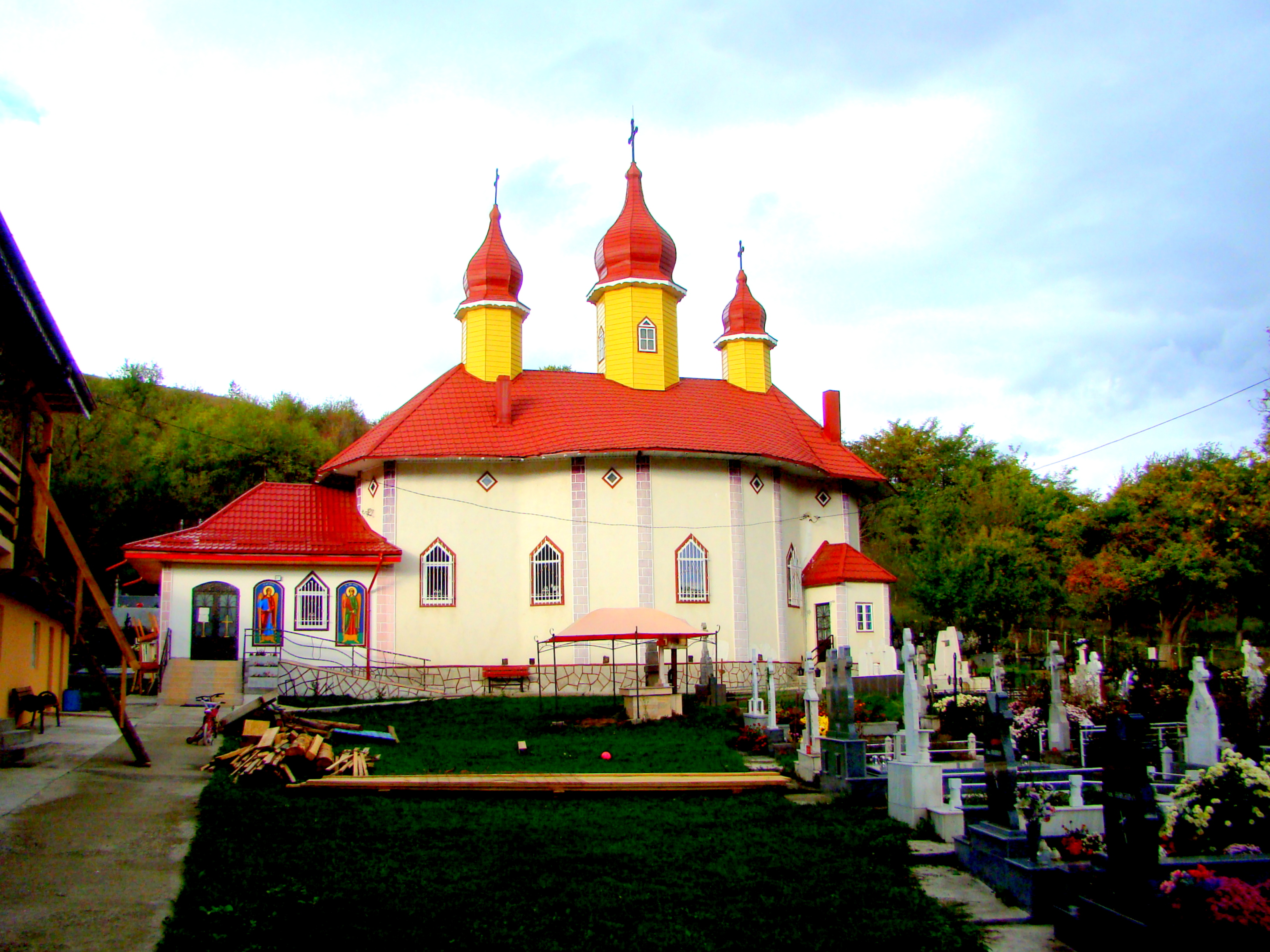
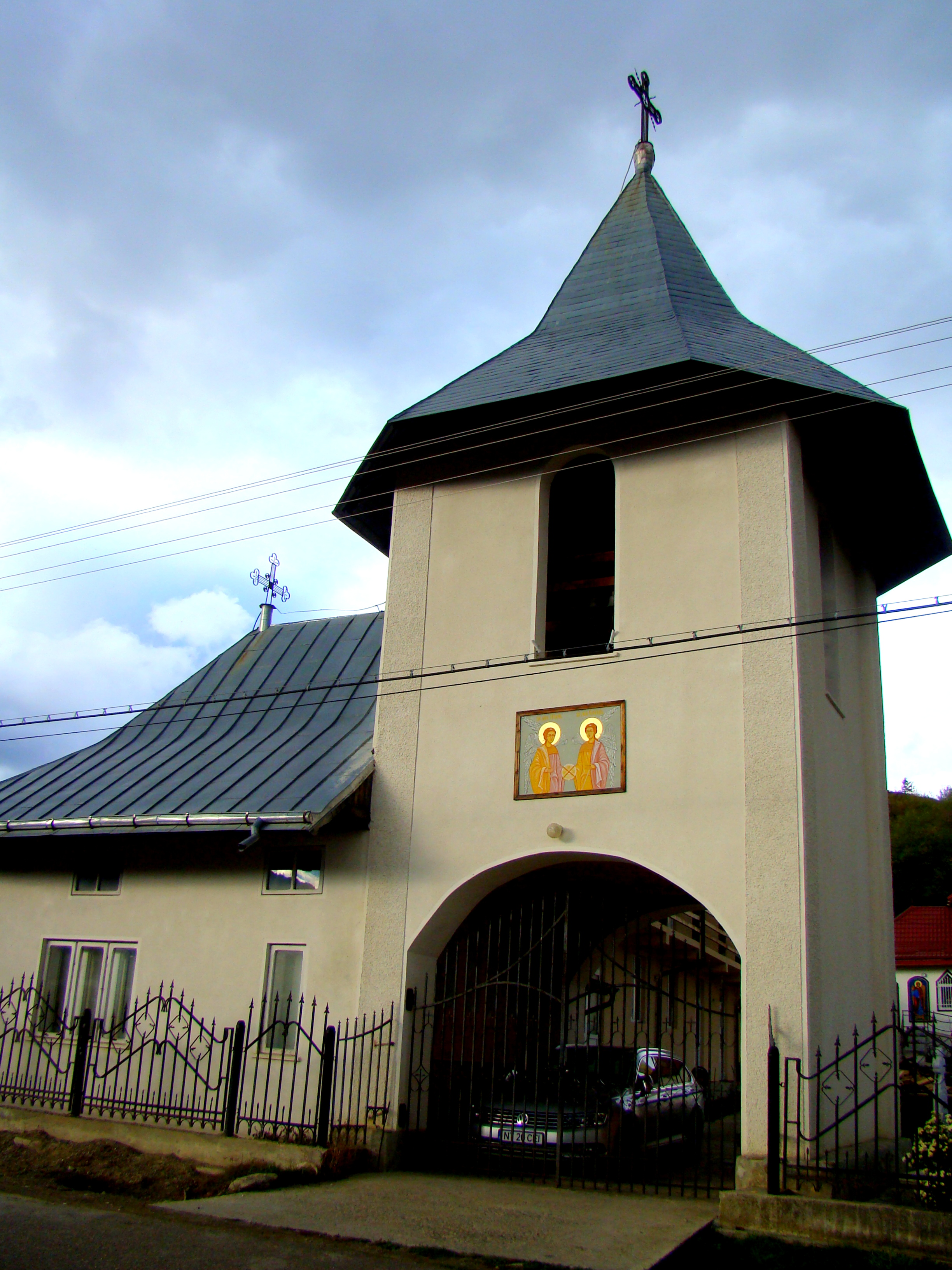
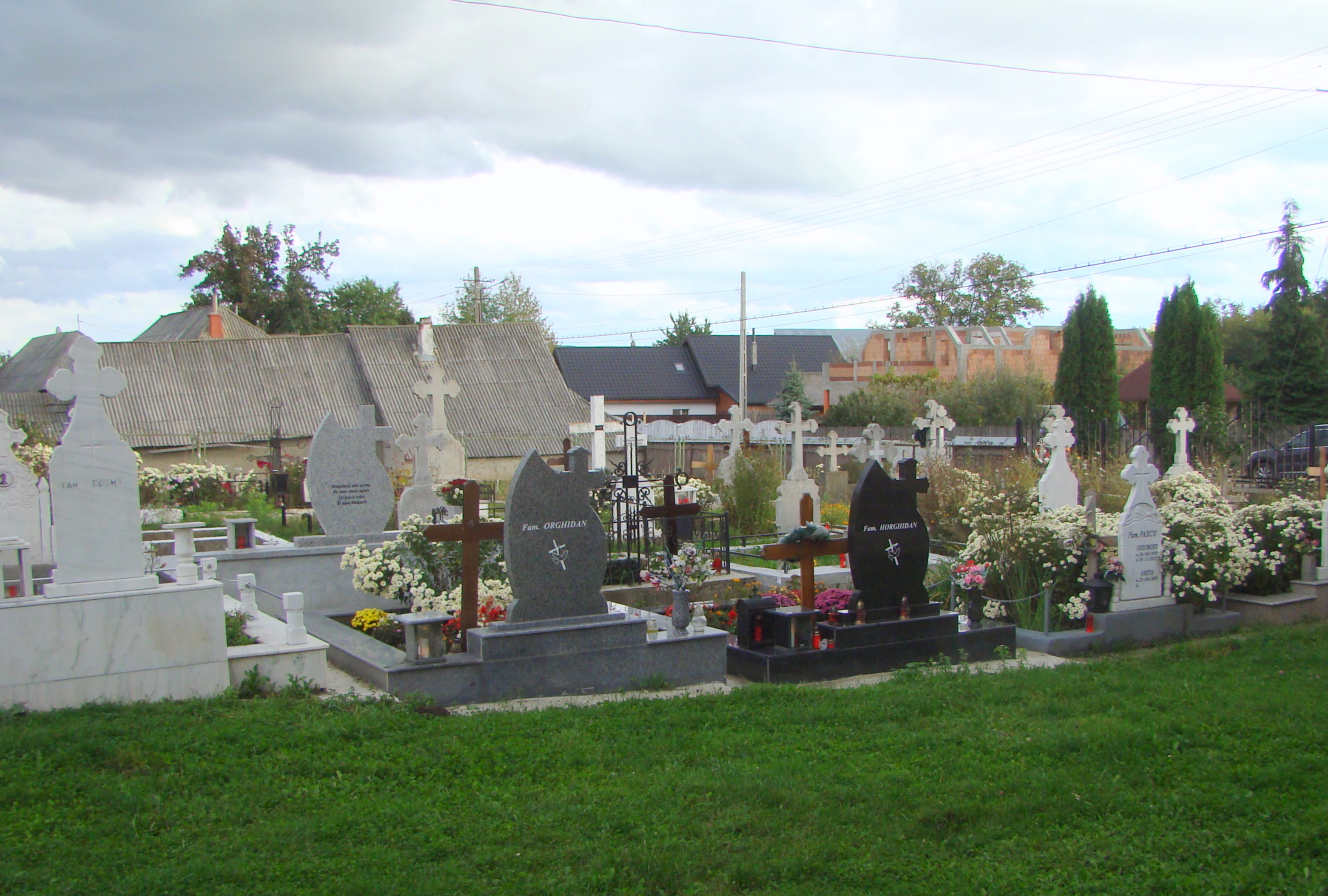
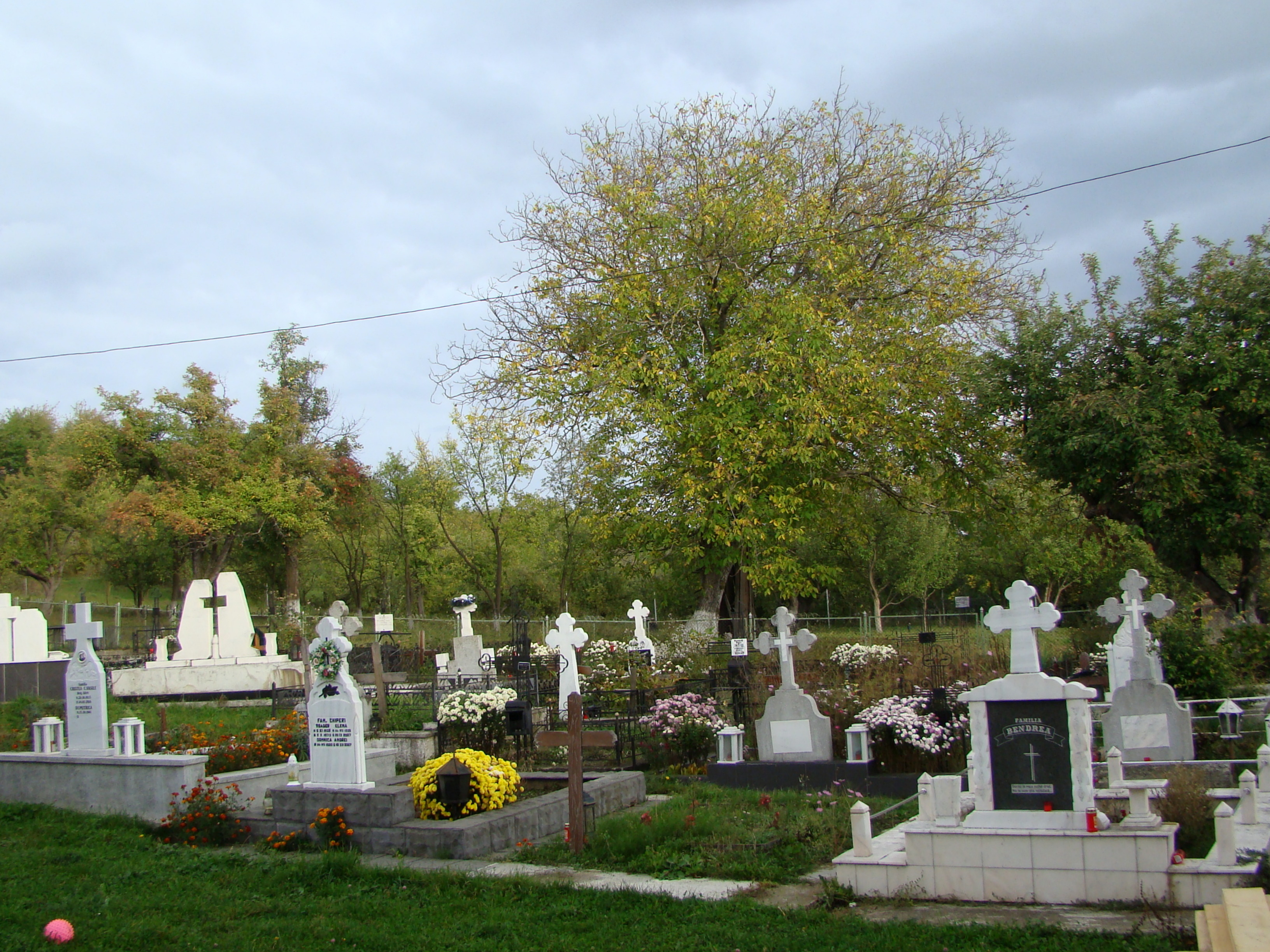
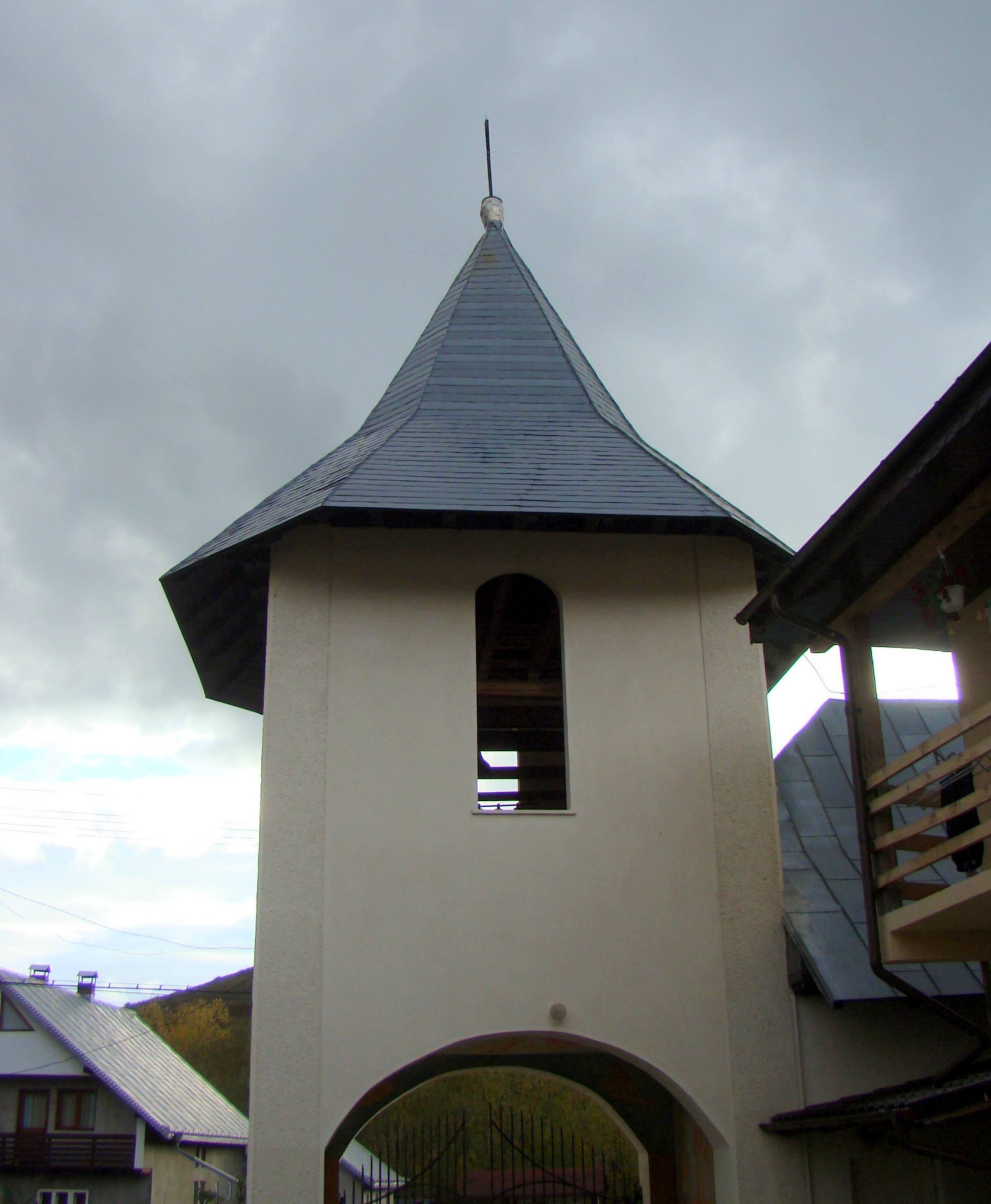
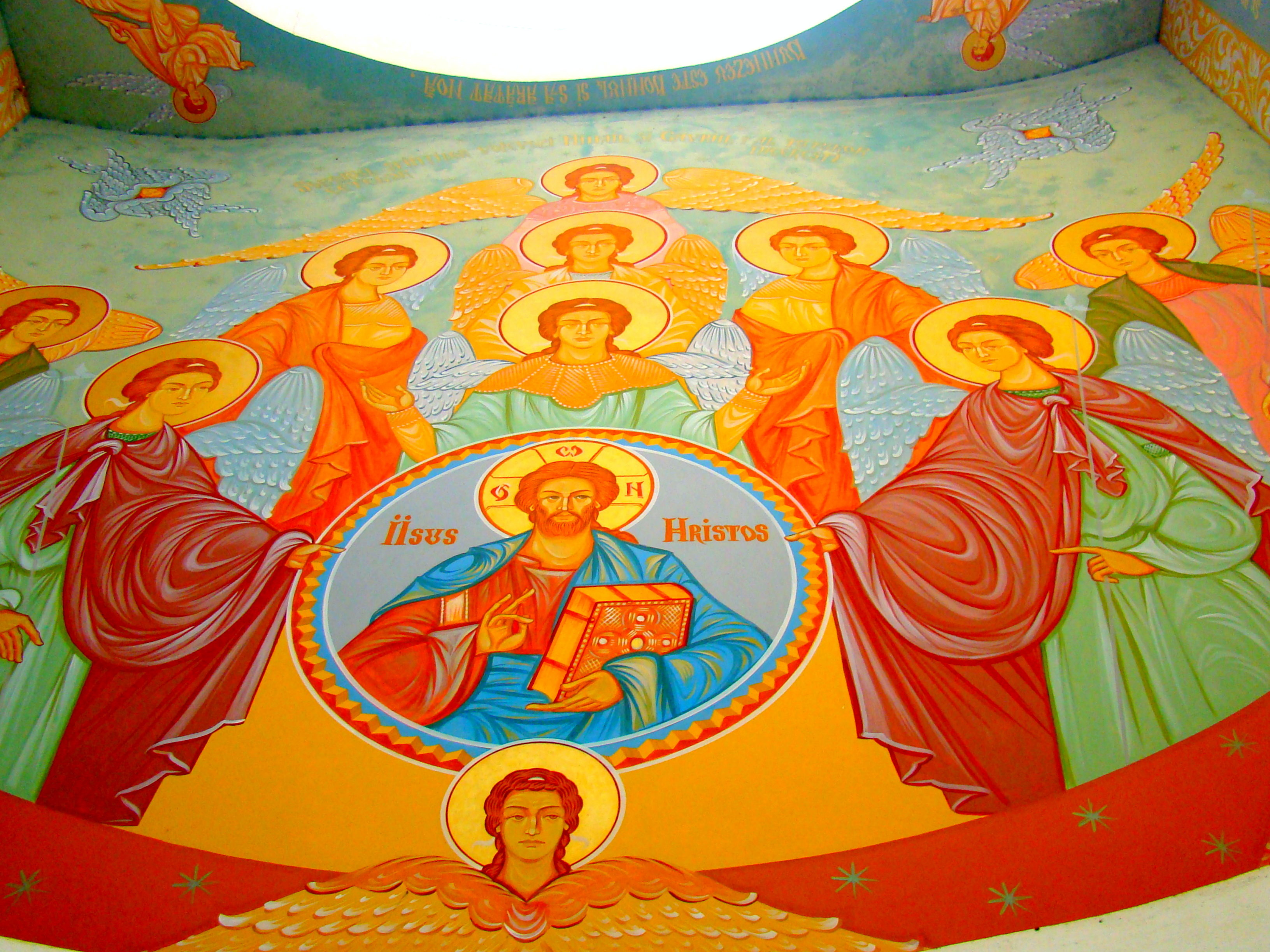

## Vezi și
- Almaș, Neamț
- Mănăstirea Almaș